# Емпайър (награда)
Наградите „Емпайър“ (на английски: Empire Awards) са ежегодни британски награди, връчвани за постижения в британската и световна киноиндустрия.

## История
Наградите са раздадени за пръв път през 1996 г. от списанието „Емпайър“, като победителите в отделните категории са определяни чрез гласуване от читателите на списанието. Последната церемония по раздаване на наградите се провежда през 2018 г., като отличава победителите от филмите, излезли през 2017 г. След 2018 г. раздаването на награди е прекратено по неизвестни причини.

## Категории
- Емпайър за най-добър актьор
- Емпайър за най-добра актриса
- Емпайър за най-добър режисьор
- Емпайър за най-добър изгряващ актьор
- Емпайър за най-добра изгряваща актриса
- Емпайър за най-добър филм
- Емпайър за най-добър британски филм
- Емпайър за най-добър комедиен филм
- Емпайър за най-добър филм на ужасите
- Емпайър за най-добър научнофантастичен или фентъзи филм
- Емпайър за най-добър трилър
- Емпайър за най-добър саундтрак
- Емпайър за най-добър анимационен филм
- Емпайър за най-добър документален филм
- Емпайър за най-добър сценарии
- Емпайър за най-добри грим и прически
- Емпайър за най-добри костюми
- Емпайър за най-добър дизайн на продукцията
- Емпайър за най-добри специални ефекти
- Емпайър за най-добър сериал
- Емпайър за най-добър актьор в сериал
- Емпайър за най-добра актриса в сериал